# Hypareva lacticilia
Hypareva lacticilia là một loài bướm đêm thuộc phân họ Arctiinae, họ Erebidae.